# Gloeocystidiellum flammeum
Gloeocystidiellum flammeum är en svampart som beskrevs av Boidin 1966. Gloeocystidiellum flammeum ingår i släktet Gloeocystidiellum och familjen Stereaceae.   Inga underarter finns listade i Catalogue of Life.